# Szembesítés (jog)
A szembesítés a büntető eljárásjogban a terhelt és a tanú, akár terheltek és tanúk egyidejű kihallgatását jelenti. Akkor alkalmazható, amikor a vallomások között ellentmondás van.
A szembesítés segítségével az eljáró hatóság (bíróság)  arra törekszik, hogy a vallomások közötti egy vagy több ellentmondás az igazságnak megfelelően feloldható, tisztázható legyen. A szembesítés attól függően eredményes vagy eredménytelen, hogy a lefolytatott szembesítés elérte-e ezt a célt.

## A művészetben
A művészeti alkotások gyakran ábrázolják a szembesítést egyes szereplők közötti drámai összecsapás kereteként.